# Somos TV
Somos TV es un canal de televisión regional con base en Barquisimeto, Estado Lara al occidente de Venezuela. Fue fundado en 2004 por el periodista José Israel González (saliendo al aire oficialmente el 19 de julio de 2005) convirtiéndose de esa forma en la tercera televisora en iniciar operaciones en esa región. Somos TV presenta programación variada de información, opinión, deportes y de entretenimiento en general. Este canal forma parte de la Corporación Somos Media, que también incluye la emisora Somos 93.5 FM de Barquisimeto. En abril de 2007 se suma junto con otras 14 estaciones de televisión regional a la alianza Circuito Venezolano de Televisión Nacional para facilitar intercambio de material entre diferentes canales. 
Somos TV ocupa el espacio radioeléctrico del canal 66 UHF en señal abierta y además trasmite a través de cable operadoras y también a través de internet. Desde marzo de 2012, cambia su frecuencia en señal abierta pasando a ocupar el canal 33 en UHF. Cabe acotar que esta última frecuencia fue la utilizada por el canal Niños Cantores Televisión hasta su desaparición en el año 2003.
Desde junio de 2016 está en alianza con el canal TeleTuya.

## Programas
Informativos y de opinión
- Somos Noticia
- Aló Barquisimeto
- Enfoque Jurídico
- Frente a Frente
- Usted Tiene la Palabra
- Buenos Días
- Reporteros en Estudio
- Actualizando

Infantiles
- Somos Chamos (antiguamente Travesuras con Meriyou)
- Chikitadas

Variedades
- El Show de César
- Sueño de Mujer
- Te cuento que...
- Videastas
- El Cotilleo
- SexoCom

Magazines
- Entre Mujeres

Musicales
- Frontera Musical
- Somos Música
- En Concierto
- Sabor Gaitero

Cinematográficos
- Somos está de película

Deportivos
- Somos la Fiesta del Mundial
- Liga Venezolana de Béisbol Profesional

## Locutores
- Leonardo Ruiz (2005-2010)
- Ismael Camacho Jr. (2010-presente)

## Servicios relacionados

### Estaciones hermanas actuales

#### Somos 93.5 FM
Somos 93.5 FM es una estación radial venezolana ubicada en el 93.5 MHz del dial FM en Barquisimeto e inició sus transmisiones en el año 2005. Esta emisora es propiedad de la Corporación Somos Media y forma parte del Circuito La Romántica del Circuito FM Center. Su programación es generalista, con programas informativos, culturales y musicales, incluyendo boletines informativos.